# Bisbat de Hai Phòng
El bisbat de Hải Phòng (vietnamita: Giáo phận Hải Phòng; llatí: Dioecesis Haiphongensis) és una seu de l'Església catòlica al Vietnam, sufragània de l'arquebisbat de Hanoi. Al 2016 tenia 135.000 batejats d'un total de 5.150.000 habitants. Actualment es troba vacant.

## Territori
La diòcesi comprèn a l'antic Tonkin, a la part septentrional del Vietnam.
La seu episcopal és la ciutat de Hải Phòng, on es troba la catedral de la Reina del Rosari.
El territori s'estén sobre 9.079 km² i està dividit en 86 parròquies.

## Història
El vicariat apostòlic de Tonkin oriental va ser erigit el 24 de juliol de 1678, prenent el territori del vicariat apostòlic de Tonkin (avui arxidiòcesi de Hanoi).
El 5 de setembre de 1848 i l'1 de juny de 1883 cedí una porció del seu territori a benefici de l'erecció dels vicariats apostòlics del Tonkin central (avui diòcesi de Bùi Chu) i del Tonkin septentrional (avui diòcesi de Bắc Ninh).
El 3 dicembre 1924 assumí el nom de vicariat apostòlic de Hải Phòng, en virtut del decret Ordinarii Indosinensis de la Congregació de Propaganda Fide.
El 24 de novembre de 1960 el vicariat apostòlic va ser elevat a diòcesi mitjançant la butlla Venerabilium Nostrorum del papa Joan XXIII.
El 2008, el bisbe de la diòcesi de Hai Pong, Joseph Vu Van Thien, participà a la Jornada mundial de la joventut 2008 a Sydney, on pronuncià un discurs a la homilia de la missa d'inauguració per a la joventut vietnamita.

## Cronologia episcopal
- François Deydier, M.E.P. † (25 de novembre de 1679 - 1 de juliol de 1693 mort)
- Raimondo Lezzoli, O.P. † (20 d'octubre de 1696 - 18 de gener de 1706 mort)
- Juan Santa Cruz, O.P. † (3 d'abril de 1716 - 14 d'agost de 1721 mort)
- Tommaso Bottaro, O.P. † (14 d'agost de 1721 - 8 d'agost de 1737 mort)
- Hilario Costa, O.A.D. † (8 d'abril de 1737 - 1740 mort)
- Santiago Hernández, O.P. † (13 d'agost de 1757 - 6 de febrer de 1777 mort)
- Manuel Obellar, O.P. † (29 de gener de 1778 - 7 de setembre de 1789 mort)
- Feliciano Alonso, O.P. † (1 d'octubre de 1790 - 2 de febrer de 1799 mort)
- Sant Ignacio Clemente Delgado Cebrián, O.P. † (2 de febrer de 1799 - 12 de juliol de 1838 mort)
- Sant Jerónimo Hermosilla, O.P. † (2 d'agost de 1839 - 1 de novembre de 1861 mort)
- Hilarión Alcáraz, O.P. † (1 de novembre de 1861 - 15 d'octubre de 1870 mort)
- Antonio Colomer, O.P. † (30 de gener de 1871 - 1 de juny de 1883 nomenat vicari apostòlic del Tonkin septentrional)
- José Terrés, O.P. † (1 de juny de 1883 - 2 d'abril de 1906 mort)
- Nicasio Arellano, O.P. † (11 d'abril de 1906 - 14 d'abril de 1919 renuncià)
- Francisco Ruiz de Azúa Ortiz de Zárate, O.P. † (14 d'abril de 1919 - 22 de maig de 1929 mort)
- Alejandro García Fontcuberta, O.P. † (31 de maig de 1930 - 14 de febrer de 1933 mort)
- Francisco Gomez de Santiago, O.P. † (18 de febrer de 1933 - 1952 renuncià)
- Joseph Truong-cao-Dai, O.P. † (8 de gener de 1953 - 1960 renuncià)
- Pierre Khuât-Vañ-Tao † (7 de maig de 1955 - 19 d'agost de 1977 mort)
- Joseph Nguyên Tùng Cuong † (10 de gener de 1979 - 10 de febrer de 1999 mort)
- Joseph Vu Văn Thiên (26 de novembre de 2002 - 17 de novembre de 2018 nomenat arquebisbe de Hanoi)

## Estadístiques
A finals del 2019, la diòcesi tenia 135.000 batejats sobre una població de 5.150.000 persones, equivalent al 2,6% del total.
| any  | població | població  | població | sacerdots | sacerdots       | sacerdots       | sacerdots             | diàques | religiosos | religiosos | parroquies |
| ---- | -------- | --------- | -------- | --------- | --------------- | --------------- | --------------------- | ------- | ---------- | ---------- | ---------- |
| any  | batejats | total     | %        | total     | clergat secular | clergat regular | batejats por sacerdot | diàques | homes      | dones      |            |
| 1963 | 54.617   | 2.037.483 | 2,7      | 8         | 8               |                 | 6.827                 |         |            | 4          | 61         |
| 1979 | 145.000  | 3.152.390 | 4,6      | 7         | 7               |                 | 20.714                |         |            |            |            |
| 1994 | 160.000  | 3.500.000 | 4,6      | 137       | 108             | 29              | 1.167                 |         | 29         | 50         | 63         |
| 2001 | 120.000  | 4.600.000 | 2,6      | 23        | 23              |                 | 5.217                 |         |            | 50         | 64         |
| 2003 | 110.635  | 5.000.000 | 2,2      | 29        | 29              |                 | 3.815                 |         |            | 50         | 62         |
| 2004 | 113.092  | 4.654.317 | 2,4      | 29        | 29              |                 | 3.899                 | 11      |            | 50         | 62         |
| 2006 | 117.047  | 4.935.200 | 2,4      | 42        | 40              | 2               | 2.786                 |         | 2          | 75         | 62         |
| 2013 | 136.400  | 5.356.000 | 2,5      | 65        | 60              | 5               | 2.098                 |         | 5          | 23         | 85         |
| 2016 | 135.000  | 5.150.000 | 2,6      | 76        | 71              | 5               | 1.776                 |         | 5          | 95         | 86         |